# No Scrubs
"No Scrubs" là một bài hát của nhóm nhạc nữ R&B người Mỹ TLC nằm trong album phòng thu thứ ba của họ, FanMail (1999). Nó được phát hành như là đĩa đơn đầu tiên trích từ album vào ngày 23 tháng 1 năm 1999 bởi LaFace và Arista Records. Bài hát được viết lời và sản xuất bởi Kevin "She'kspere" Briggs với sự tham gia hỗ trợ viết lời từ những cựu thành viên của nhóm nhạc Xscape là Kandi Burruss và Tameka "Tiny" Cottle. Phiên bản đĩa đơn của bài hát còn bao gồm đoạn rap được viết lời bởi thành viên Lisa "Left Eye" Lopes nhưng đã không xuất hiện trong album mà xuất hiện với bản chỉnh sửa ngắn hơn trong những album tổng hợp của họ Now and Forever: The Hits và 20. Đây cũng là lần đầu tiên một đĩa đơn của nhóm được hát chính bởi thành viên Rozonda "Chilli" Thomas.
"No Scrubs" nhận được những phản ứng tích cực từ các nhà phê bình âm nhạc, và lọt vào danh sách những bài hát xuất sắc nhất của thập niên 1990 bởi nhiều tổ chức âm nhạc. Về mặt thương mại, nó đạt vị trí quán quân trên bảng xếp hạng Billboard Hot 100, trở thành đĩa đơn quán quân thứ ba của TLC tại đây và là một trong những đĩa đơn thành công nhất của năm. Trên thị trường quốc tế, bài hát đã gặt hái những thành công vượt trội, đứng đầu các bảng xếp hạng ở Úc, Canada, Ireland và New Zealand, và lọt vào top 5 ở Bỉ, Đan Mạch, Pháp, Đức, Hà Lan, Thụy Sĩ và Vương quốc Anh.
Video ca nhạc của "No Scrubs" được đạo diễn bởi Hype Williams với những hình ảnh mang tính chất tương lai đã nhận được nhiều lượt yêu cầu phát sóng trên MTV và BET. Nó đã nhận được 6 đề cử tại Giải Video âm nhạc của MTV năm 1999 và chiến thắng hạng mục Video xuất sắc nhất của nhóm nhạc. Bài hát đã được hát lại và sử dụng làm nhạc mẫu bởi nhiều nghệ sĩ như Kelly Clarkson, Bastille, Kacey Musgraves và dàn diễn viên của Glee. Năm 2000, "No Scrubs" nhận hai đề cử giải Grammy cho Thu âm của năm và Trình diễn giọng R&B xuất sắc nhất của bộ đôi hoặc nhóm nhạc tại lễ trao giải thường niên lần thứ 42, và chiến thắng giải sau.

## Danh sách bài hát
| Đĩa CD tại Mỹ 1. "No Scrubs" (bản album - chưa được kiểm duyệt) – 3:39 2. "No Scrubs" (không lời) – 3:37 Đĩa CD tại châu Âu 1. "No Scrubs" (bản album - đã được kiểm duyệt) – 3:37 2. "No Scrubs" (bản phối chính với Left Eye - đã được kiểm duyệt) – 4:00 3. "No Scrubs" (không lời) – 3:37 4. "Silly Ho" (bản album - chưa được kiểm duyệt) – 4:16 | Đĩa CD tại Anh quốc #1 1. "No Scrubs" (bản album - đã được kiểm duyệt) – 3:37 2. "No Scrubs" (bản phối chính với Left Eye - đã được kiểm duyệt) – 4:00 3. "Silly Ho" (bản album - chưa được kiểm duyệt) – 4:16 Đĩa CD tại Anh quốc #2 1. "No Scrubs" (bản album - đã được kiểm duyệt) – 3:39 2. "Waterfalls" (bản radio) – 4:19 3. "Creep" (bản radio) – 4:26 |

## Xếp hạng
| Bảng xếp hạng (1999)                     | Vị trí cao nhất |
| ---------------------------------------- | --------------- |
| Úc (ARIA)                                | 1               |
| Áo (Ö3 Austria Top 40)                   | 26              |
| Bỉ (Ultratop 50 Flanders)                | 5               |
| Bỉ (Ultratop 50 Wallonia)                | 3               |
| Canada (RPM)                             | 2               |
| Canada Dance (RPM)                       | 1               |
| Đan Mạch (Tracklisten)                   | 10              |
| Châu Âu (European Hot 100 Singles)       | 1               |
| Pháp (SNEP)                              | 5               |
| Đức (Official German Charts)             | 4               |
| Ireland (IRMA)                           | 1               |
| Ý (FIMI)                                 | 8               |
| Hà Lan (Dutch Top 40)                    | 3               |
| Hà Lan (Single Top 100)                  | 3               |
| New Zealand (Recorded Music NZ)          | 1               |
| Na Uy (VG-lista)                         | 7               |
| Scotland (OCC)                           | 11              |
| Tây Ban Nha (AFYVE)                      | 7               |
| Thụy Điển (Sverigetopplistan)            | 16              |
| Thụy Sĩ (Schweizer Hitparade)            | 5               |
| Anh Quốc (OCC)                           | 3               |
| Anh Quốc R&B (OCC)                       | 1               |
| Hoa Kỳ Billboard Hot 100                 | 1               |
| Hoa Kỳ Adult Pop Airplay (Billboard)     | 39              |
| Hoa Kỳ Hot R&B/Hip-Hop Songs (Billboard) | 1               |
| Hoa Kỳ Pop Airplay (Billboard)           | 1               |
| Hoa Kỳ Rhythmic (Billboard)              | 1               |

| Bảng xếp hạng (1999)                 | Vị trí |
| ------------------------------------ | ------ |
| Australia (ARIA)                     | 12     |
| Belgium (Ultratop Flanders)          | 32     |
| Belgium (Ultratop Wallonia)          | 16     |
| Canada (RPM)                         | 5      |
| Canada Dance (RPM)                   | 1      |
| Denmark (Tracklisten)                | 27     |
| Europe (European Hot 100)            | 16     |
| France (SNEP)                        | 21     |
| Germany (Official German Charts)     | 27     |
| Italy (Hit Parade)                   | 30     |
| Netherlands (Dutch Top 40)           | 16     |
| Netherlands (Single Top 100)         | 19     |
| New Zealand (Recorded Music NZ)      | 8      |
| Norway Spring Period (VG-lista)      | 20     |
| Sweden (Sverigetopplistan)           | 60     |
| Switzerland (Schweizer Hitparade)    | 23     |
| UK Singles (Official Charts Company) | 16     |
| US Billboard Hot 100                 | 2      |
| US Hot R&B/Hip-Hop Songs (Billboard) | 4      |

| Bảng xếp hạng (1990–99) | Vị trí |
| ----------------------- | ------ |
| US Billboard Hot 100    | 33     |

## Chứng nhận
| Quốc gia                                                                           | Chứng nhận | Số đơn vị/doanh số chứng nhận |
| ---------------------------------------------------------------------------------- | ---------- | ----------------------------- |
| Úc (ARIA)                                                                          | Bạch kim   | 70.000^                       |
| Bỉ (BEA)                                                                           | Bạch kim   | 500,000*                      |
| Pháp (SNEP)                                                                        | Vàng       | 275,000                       |
| New Zealand (RMNZ)                                                                 | Bạch kim   | 15,000*                       |
| Thụy Điển (GLF)                                                                    | Vàng       | 15.000^                       |
| Anh Quốc (BPI)                                                                     | Bạch kim   | 677,000                       |
| Hoa Kỳ (RIAA)                                                                      | Vàng       | 500.000^                      |
| * Chứng nhận dựa theo doanh số tiêu thụ. ^ Chứng nhận dựa theo doanh số nhập hàng. |            |                               |